# Ulrich 5. af Württemberg
Ulrich 5. af Württemberg kaldet «der Vielgeliebte» (den elskede) (1413 – 1. september 1480, Leonberg) var greve af Württemberg fra 1419 til 1480.